# Brian Lumley

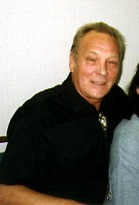
Brian Lumley la Necronomicon în Providence, Rhode Island

Coperta Necroscope: The Touch (2006)

Brian Lumley (n. 2 decembrie 1937, County Durham, Anglia, Regatul Unit – d. 2 ianuarie 2024) a fost un scriitor englez de literatură de groază.
Născut în comitatul Durham, s-a înrolat în Poliția Militară Regală din cadrul Armatei Britanice. El scria povestiri în timpul său liber înainte de retragere (când avea rangul de plutonier clasa 1 - în 1980) și a devenit scriitor profesionist. 
El a adăugat un ciclu de povestiri în Mitologia Cthulhu inițiată de H. P. Lovecraft, printre care câteva povestiri cu personajul Titus Crow.

### SagaNecroscope
- Necroscope (1986)
- Necroscope II: Wamphyri! (1988)
  - US Title: Necroscope II: Vampyri!
- Necroscope III: The Source (1989)
- Necroscope IV: Deadspeak (1990)
- Necroscope V: Deadspawn (1991)
- Vampire World 1: Blood Brothers (1992)
  - US Title: Blood Brothers
- Vampire World 2: The Last Aerie (1993)
  - US Title: The Last Aerie
- Vampire World 3: Bloodwars (1994)
  - US Title: Bloodwars
- Necroscope: The Lost Years Volume 1 (1995)
  - US Title: Necroscope: The Lost Years
- Necroscope: The Lost Years Volume 2 (1996)
  - US Title: Necroscope: Resurgence, The Lost Years Volume Two
- E-Branch 1: Invaders (1998)
  - US Title: Necroscope: Invaders
- E-Branch 2 : Defilers (1999)
- E-Branch 3: Avengers (2000)
- Harry Keogh: Necroscope and Other Heroes! (2003)
- Necroscope: The Touch (2006)
  - US only
- Necroscope:  Harry and the Pirates (2009)
- Necroscope: The Plague-Bearer(2010)

### TrilogiaPsychomech
- Psychomech (1984)
- Psychosphere (1984)
- Psychamok (1985)

### Romane din ciclul Zeitățile Cthulhu
- Titus Crow/Henri deMarigney
  - The Burrowers Beneath (1974, ISBN 0-312-86867-7)
  - The Transition of Titus Crow (1975, ISBN 0-312-86299-7)
  - The Clock of Dreams (1978, ISBN 0-312-86868-5)
  - Spawn of the Winds (1978, ISBN 0-515-04571-3)
  - In the Moons of Borea (1979, ISBN 0-312-86866-9)
  - Elysia (1989, ISBN 0-932445-32-2), în care personajele din seria Tit Crow se întâlnesc cu personajele din celelalte două serii scrise de Lumley Dreamlands și Land Primal pentru a se alia într-o mare confruntare cu forțele întunericului. Romanul care completează seriile Titus/Dreamlands/Primal Lands

- Romanele Dreamlands (2009, toate cinci publicate de Full Moon Press)
  - Hero of Dreams (1986)
  - Ship of Dreams (1986)
  - Mad Moon of Dreams (1987)
  - Iced on Aran: Collection of Dreamland tales featuring David Hero and Eldin the Wanderer (1992)

- Romanele Primal Land
  - House of Cthulhu (1991, 2005)
  - Tarra Khash: Hrossak! (1991, 2006)
  - Sorcery in Shad (1991, 2006)

### Alte romane
- Beneath the Moors (1974—Arkham House)
- The House of Doors (1990)
  - And its sequel, House of Doors: The Second Visit (Maze of Worlds in the US) (1998)
- Demogorgon (1987)
- Khai of Ancient Khem (sau Khai of Khem într-o ediție mai nouă) (1980)

### Povestiri
Lumley a scris mai multe povesti originale, din care unele amintesc de stilul lui Richard Matheson sau al lui H. P. Lovecraft.
În continuare este o bibliografie parțială a colecțiilor sale de povestiri. 
- The Caller of the Black (1971—Arkham House)
- The Horror at Oakdeene and Others (1977—Arkham House)
- Fruiting Bodies and Other Fungi (1993)
- Dagon's Bell and Other Discords (1994)
- The Second Wish and Other Exhalations (?)
- The House of Cthulhu and Others (1984)
  - Collection of Primal Land tales
- A Coven of Vampires (Fedogan & Bremer, 1998)
- Harry Keogh: Necroscope and Other Weird Heroes! (2003)
  - doar în SUA, două povestiri noi în care apare Harry Keogh, Necroscope precum și alte povestiri publicate anterior în care apar eroii Titus Crow, David Hero și Eldin the Wanderer (Eldin Rătăcitorul)
- The Whisperer and Other Voices (2001)
- Screaming Science Fiction: Horrors from Out of Space
- Brian Lumley's Freaks
- Dark Delicacies (2005)
  - My Thing Friday

### EdițiiSubterranean Press
- Necroscope   (roman)

- Brian Lumley's Freaks
  - Introduction
  - In the Glow Zone
  - Mother Love
  - Problem Child
  - The Ugly Act
  - Somebody Calling

- A Coven of Vampires   (1998)
  - What Dark God?
  - Back Row
  - The Strange Years
  - The Kiss of the Lamia
  - Recognition
  - The Thief Immortal
  - Necros
  - The Thing From the Blasted Heath
  - Uzzi
  - Haggopian
  - The Picknickers
  - Zack Phalanx is Vlad the Impaler
  - The House of the Temple

- Screaming Science Fiction: Horrors from Out of Space
  - "Snarker's Son"
  - "The Man Who Felt Pain"
  - "The Strange Years"
  - "No Way Home"
  - "The Man Who Saw No Spiders"
  - "Deja Viewer"
  - "Feasibility Study"
  - "Gaddy's Gloves"
  - "The Big 'C'"

Bob Eggleton - pictură pe coperta ediției Subterranean Press.

- The Taint and others novellas: Best Mythos Tales, Volume One (2007)
  - "Introduction"
  - The Horror at Oakdeene
  - Born of the Winds
  - The Fairground Horror
  - The Taint
  - Rising with Surtsey
  - Lord of the Worms
  - The House of the Temple

- Haggopian and other stories (2008)
  - Introduction
  - The Caller of the Black
  - Haggopian
  - Cement Surroundings
  - The House of Cthulhu
  - The Night Sea-Maid Went Down
  - Name and Number
  - Recognition
  - Curse of the Golden Guaradians
  - Aunt Hester
  - The Kiss of Bugg-Shash
  - De Marigny's Clock
  - Mylakhrion the Immortal
  - The Sister City
  - What Dark God?
  - The Statement of Henry Worthy
  - Dagon's Bell
  - The Thing from the Blasted Heath
  - Dylath Leen
  - The Mirror of Nitocris
  - The Second Wish
  - The Hymn
  - Synchronicity or Something
  - The Black Recalled
  - The Sorcerer's Dream

- The Nonesuch and Others (2009)
  - Introduction
  - "The Thin People"
  - "Stilts"
  - The Nonesuch

- The Fly-by-Nights (2011)